# Лассан Валентин Володимирович
Валентин Володимирович Ласса́н (17 червня 1923, Миколаїв — 2 грудня 2012, Чернівці) — український художник театру; член Спілки радянських художників України з 1964 року.

## Біографія
Народився 17 червня 1923 року в місті Миколаєві (тепер Україна) в сім'ї військовослужбовця. Середню школу закінчив у Грузинській РСР. Протягом 1938—1943 років навчався у Батумському художньому училищі, був учнем Валеріана Іллюшина, Громова. Брав участь у німецько-радянській війні. 
В 1946—1947 роках працював у Львівському театрі опери та балету. З 1947 року — художник-постановник Чернівецького українського музично-драматичного театру; протягом 1964—1966 років працював художником-постановником Красноярського крайового театру імені Олександра Пушкіна. З 1966 по 1990 рік обіймав посаду головного художника Чернівецького українського музично-драматичного театру. 
Мешкав у Чернівцях, в будинку на проспекті Незалежності № 68А, квартира № 25, Помер у Чернівцях 2 грудня 2012 року.

## Творчість
Оформив понад 200 вистав як професійних так і самодіяльних, концертні програми та урочисті вечори, і багато інших заходів. Серед вистав:
- «Підступність і кохання» Фрідріха Шиллера (1942);
- «Свіжий вітер» Вадима Собка (1950);
- «Перший грім» Сави Голованівського (1957);
- «Свої люди — поквитаємось» Олександра Островського (1958);
- «Вій» за Миколою Гоголем Марка Кропивницького (1959);
- «Севастопольський вальс» Олени Гальпериної, Юлія Анненкова, музика Костянтина Лістова (1961);
- «Острів Афродіти» Алексіса Парніса (1961);
- «Гра без правил» Льва Шейніна (1961);
- «Цирк засвічує вогні» Юрія Мілютіна (1962);
- «Червоні маки» (за романом Володимира Бабляка «Вишневий сад» (1967);
- «Яків Богомолов» Максима Горького (1968);
- «Полум'яні серця» Степана Снігура (1968);
- «Чужа голова» Марселя Еме (1969),
- «Зачарований вітряк» Михайла Стельмаха (1970);
- «Алмазне жорно» Івана Кочерги (1970);
- «Одруження Бєлугіна» Олександра Островського і Миколи Соловйова (1970);
- «Камінний господар» Лесі Українки (1971);
- «Весілля в Тифлісі» Авксентія Цагарелі (1975),
- «Професор Буйко» Якова Баша (1975);
- «Украдене щастя» Івана Франка (1978);
- «Земля» Василя Василька за Ольгою Кобилянською (1980);
- «Птахи нашої молодості» Йона Друце (1981);
- «Філумена Мартурано» Едуардо де Філіппо (1983);
- «В неділю рано зілля копала…» за Ольгою Кобилянською (2003).

Здійснив оформлення ряду вистав народного театру Палацу культури текстильного об'єднання «Восход» (нині Чернівецький міський палац культури): «Сільська честь» П'єтро Масканьї, «Борис Годунов» Модеста Мусоргського (1967), «Ріголетто» Джузеппе Верді (1975), «Катерина» Миколи Аркаса (1980).
Був художником кінофільмів: «Камінний господар» (1971) за Лесею Українкою та «Дума про любов» за Михайлом Стельмахом, що знімалися на Укртелефільмі.
Працював також у галузях монументального і станкового живопису. Писав переважно пейзажі у реалістичному стилі.
Брав участь в обласних, всеукраїнських, зарубіжних виставках з 1961 року.
Окремі картини зберігаються у Чернівецькому художньому музеї та приватних колекціях Австрії, Німеччини, Ізраїлю, Канади.

## Відзнаки
почесні звання
- Заслужений художник УРСР з 1973 року;
- Заслужений діяч мистецтв УРСР з 1981 року;

ордена і медалі
- орден Вітчизняної війни ІІ ступеня (23 грудня 1985)[2];
- медалі «За оборону Кавказу», «За перемогу над Німеччиною», «За доблесну працю», «Ветеран праці», «На славу Чернівців»[1].